# Подзвєжинєц (ґміна)
Ґміна Подзвєжинєц — колишня (1934—1939 рр.) сільська ґміна у Рудківському повіті Львівського воєводства Польської республіки (1918—1939) рр. та у Крайсгауптманшафті Лемберг-Ланд Дистрикту Галичина Третього Райху (1941—1944 рр.). Центром ґміни було село Підзвіринець.
1 серпня 1934 р. було створено ґміну Подзвєжинєц в Рудківському повіті. До неї увійшли сільські громади: Горжанна Мала (Мала Горожанна), Горжанна Вєлька (Велика Горожанна), Колодруби, Ловчице (Лівчиці), Манастежец (Монастирець), Мости, Нова Вєсь (Нове Село), Новосюлкі Опарскє (Новосілки-Опарські), Подзвєжинєц (Підзвіринець), Поверхув (Повергів), Ричихув (Ричагів), Татаринув (Татаринів), Тершакув (Тершаків)
У 1934 р. територія ґміни становила 144,74 км². Населення ґміни станом на 1931 рік становило 12 649 осіб. Налічувалось 2 341 житловий будинок.
Національний склад населення ґміни Подзвєжинєц на 01.01.1939:
| село               | населення | українці-грекокатолики | українці-латинники | євреї  | німці  | поляки | польські колоністи |
| ------------------ | --------- | ---------------------- | ------------------ | ------ | ------ | ------ | ------------------ |
| Горожанна Мала     | 860       | 840                    | 10                 | 10     |        |        |                    |
| Горожанна Велика   | 2430      | 2340                   | 55                 | 20     | 10     | 5      |                    |
| Колодруби          | 1340      | 1320                   | 10                 | 10     |        |        |                    |
| Лівчиці            | 710       | 550                    | 140                | 10     |        | 10     |                    |
| Монастирець        | 610       | 590                    |                    | 10     |        | 10     |                    |
| Мости              | 660       | 630                    | 15                 | 10     |        | 5      |                    |
| Нове Село          | 1480      | 930                    | 320                | 10     |        | 20     | 200                |
| Новосілки-Опарські | 1250      | 1190                   |                    | 5      |        | 5      | 50                 |
| Підзвіринець       | 1410      | 1390                   | 20                 |        |        |        |                    |
| Повергів           | 620       | 610                    |                    | 10     |        |        |                    |
| Ричагів            | 630       | 620                    |                    | 10     |        |        |                    |
| Татаринів          | 1600      | 1560                   | 25                 | 5      |        | 10     |                    |
| Тершаків           | 370       | 370                    |                    |        |        |        |                    |
| Загалом            | 13970     | 12940                  | 595                | 110    | 10     | 65     | 250                |
| Відсотки           | 100 %     | 92,63 %                | 4,26 %             | 0,79 % | 0,07 % | 0,47 % | 1,79 %             |

Відповідно до Пакту Молотова — Ріббентропа 28 вересня територія ґміни була зайнята СРСР. Ґміна ліквідована 17 січня 1940 р. у зв'язку з утворенням Комарнівського району.
Гміна (волость) була відновлена на час німецької окупації з липня 1941 р. до липня 1944 р. Зі складу ґміни передано до утвореної ґміни Тулиголови села Мости і Нове Село.
На 1.03.1943 населення ґміни становило 10 233 особи..
Після зайняття території ґміни Червоною армією в липні 1944 р. ґміну ліквідовано і відновлений поділ на райони.